# 松江だんだん道路
松江だんだん道路（まつえだんだんどうろ）は、島根県松江市下東川津町から島根県松江市東津田町に至る、延長 5.2キロメートル (km) の地域高規格道路である。国道485号の自動車専用道路である。

## 概要
地域高規格道路の「境港出雲道路」の一部区間として整備される。開通前は「松江第五大橋道路」（まつえだいごおおはしどうろ）として事業化されていた。

## 路線データ
- 路線名称 : 一般国道485号 松江第五大橋道路
- 起点 : 島根県松江市下東川津町（川津IC）
- 終点 : 島根県松江市東津田町（松江JCT）
- 総延長 : 5.2 km
- 道路規格 : 第1種第3級、第3種第1級
- 設計速度 : 60 km/h、80 km/h
- 車線数 : 4車線（暫定2車線施工）

## 歴史
- 2012年（平成24年）3月24日 : 西尾IC - 松江JCT間開通[2]
- 2013年（平成25年）3月10日 : 川津IC - 西尾IC間開通に伴い全線開通
- 2013年（平成25年）3月12日 : 島根県告示第162号により、松江だんだん道路が国道485号の本線となり、一般道路部は国道485号の指定を解除され、重複していた国道431号および島根県道21号松江島根線となった[3]。

## インターチェンジなど
- 全区間、島根県松江市に所在。
- 起点は、川津ICで、終点が、松江JCTだが、松江JCT → 川津ICの方向に記載する。
- 実際のキロポストは川津IC → 松江JCTの方向となっている。
- IC番号欄の背景色が■である区間は既開通区間に存在する。

| IC番号 | 施設名       | 接続路線名                                        | 起点から (km) | キロポスト (km) | 備考                             |
| ------ | ------------ | ------------------------------------------------- | ------------- | --------------- | -------------------------------- |
| 23-1   | 松江JCT      | E9 山陰自動車道                                   | 0.0           | 5.2             |                                  |
| 1      | 津田IC       | 国道9号                                           | 0.9           | 4.3             | 西尾・川津方面出入口のみ         |
|        | (天神川北岸) |                                                   | 1.3           | 3.9             | 西側に自転車歩行者専用道路を併設 |
| 2      | 西尾IC       | 島根県道260号本庄福富松江線（西尾ICアクセス道路） | 2.6           | 2.6             | 西側に自転車歩行者専用道路を併設 |
| 3      | 川津IC       | 国道431号                                         | 5.2           | 0.0             |                                  |

## 路線状況

### 車線・最高速度
| 区間             | 車線 上下線=上り線+下り線 | 最高速度 |
| ---------------- | ------------------------- | -------- |
| 松江JCT - 川津IC | 2=1+1 （暫定2車線）       | 60 km/h  |

### 主な橋
- 縁結び大橋（西尾IC - 津田IC間）
  - 縁結び大橋には自転車歩行者専用道路（西尾IC - 天神川間：1.3 km）が併設されている。自転車歩行者専用道路も国道485号の一部となっている。

### 道路管理者
- 島根県松江県土整備事務所

#### 警察
- 島根県警察高速道路交通警察隊

### 交通量
24時間交通量　道路交通センサス
| 区間             | 平成27（2015）年度 | 令和3（2021）年度 |
| ---------------- | ------------------ | ----------------- |
| 松江JCT - 津田IC | 18,523             | 24,415            |
| 津田IC - 西尾IC  | 23,178             | 27,378            |
| 西尾IC - 川津IC  | 16,079             | 20,083            |

（出典：「令和3年度全国道路・街路交通情勢調査」（国土交通省ホームページ）より一部データを抜粋して作成）